# Christine Korsgaard
Christine M. Korsgaard (1952, Chicago, Illinois) es una filósofa y académica estadounidense, cuyos principales intereses académicos se encuentran en la ética y su historia, la relación de los temas de la ética con los de la metafísica, la filosofía de la mente, la teoría de la identidad personal, la teoría de las relaciones personales, y en normatividad en general.

## Biografía
Korsgaard recibió una licenciatura de la Universidad de Illinois y el doctorado en Filosofía por la Universidad de Harvard, donde estudió con John Rawls. También recibió un LHD (Doctorado en Humanidades) de la Universidad de Illinois en 2004.
Ha enseñado en la Universidad de Yale, la Universidad de California en Santa Bárbara y la Universidad de Chicago, desde 1991 lo hace en la Universidad de Harvard, donde es ahora la profesora de Filosofía Arthur Kingsley Porter.
En 1996, publicó un libro titulado Las fuentes de la normatividad, que era la versión revisada de sus conferencias sobre valores humanos, y también una colección de sus trabajos anteriores en filosofía moral kantiana y enfoques de la filosofía moral contemporánea: Crear el Reino de los Fines. En 2002, ella dictó conferencias en la Universidad de Oxford, que se convirtieron en su más reciente libro, Auto-constitución: Actuación, identidad e integridad.

## Algunas publicaciones

### Libros
- (2009) Self-Constitution: Agency, Identity, and Integrity, Oxford University Press.
- (2008) The Constitution of Agency, Oxford University Press.
- (1996a) The Sources of Normativity, New York: Cambridge University Press, ISBN 0-521-55059-9.
- (1996b) Creating the Kingdom of Ends, New York: Cambridge University Press, ISBN 0-521-49644-6.

### Artículos
- (1986) "Skepticism about Practical Reason," The Journal of Philosophy 83 (1): 5-25 (reimpreso en cap. 11 en Korsgaard (1996b) pp. 311–334)

- (1997) "The Normativity of Instrumental Reason", ch. 8 in Garrett Cullity & Berys Gaut (eds.) Ethics and Practical Reason, Oxford: Clarendon Press, pp. 215–54 (reimpreso con Afterword in Korsgaard (2008) pp. 27–69)